# Función de cuantía
La función de cuantía, de probabilidad o de masa de probabilidad se emplea con variables aleatorias de tipo discreto y nos informa de la probabilidad de que la variable aleatoria tome cada uno de los posibles valores de su campo de variación.
Se designa como:
{\displaystyle P(X=x_{i})=p_{i}}
Siendo el campo de variación de la variable aleatoria X el conjunto de puntos para los cuales {\displaystyle P(X=x_{i})>0}.
La suma de todas estás probabilidades debe ser igual a la unidad, es decir:  
{\displaystyle \sum _{i}^{\infty }P(X=x_{i})=\sum _{i}^{\infty }p_{i}=1}
La Función de distribución expresada en términos de la función de cuantía es:
```

  

    

      

        
F

        
(

        
x

        
)

        
=

        
P

        
(

        
X

        
≤

        

          
x

          

            
i

          

        

        
)

        
=

        

          
∑

          

            

              
x

              

                
i

              

            

            
≤

            
x

          

        

        
P

        
(

        
X

        
≤

        

          
x

          

            
i

          

        

        
)

      

    

    
{\displaystyle F(x)=P(X\leq x_{i})=\sum _{x_{i}\leq x}P(X\leq x_{i})}

  

```